# Jóvenes PRO
Los Jóvenes PRO o Juventud PRO es la agrupación política juvenil del partido argentino Propuesta Republicana (PRO). Es una juventud amplia con posturas centristas y radicales, liberales económicas y desarrollistas del partido. Forman parte de la Unión Democrática Internacional de Jóvenes. Su presidente es Pedro Roulet.

## Historia
El armado de Jóvenes PRO evolucionó poco desde sus primeros tiempos dirigido por Marcos Peña y encerrado en la Ciudad Autónoma de Buenos Aires, inclusive con el intento de nacionalización del partido.

## Secretarios
En 2012 a poco de crearse asume en la secretaria nacional de Jóvenes PRO, Maximiliano Sahonero, considerado un puntero encargado de manejar las cooperativas de la villa 31, señalado por su vínculo con uno de los dirigentes de las tomas de tierras en el Parque Indoamericano.
En mayo de 2015 asume la dirección de Jóvenes PRO Peter Robledo, quién acumularía varias denuncias penales, entre ellas por desvío de fondos para la campaña de Cambiemos en 2015, realizada por una ex-militante de Cambiemos. Según la denuncia, múltiples gastos de la campaña bonaerense de Cambiemos en 2017 se pagaron con recursos de la subsecretaría de la juventud nacional en poder de Peter Robledo, quién en su primer año ordenó 26 despidos en esa dependencia de trabajadores que tenían contratos hasta diciembre. Como director ejecutivo del Instituto Nacional de Juventud de la Nación, Pedro Robledo, fue denunciado por una exempleada suya, debido a la utilización de la cuenta sueldo de una mujer de Juventud de Cambiemos colocada como empleada pública, en la cual depositó 150 mil pesos durante varios meses después de haberla despedido. Los depósitos y retiros se realizaron durante al menos 8 meses, por una cifra superior al millón de pesos que la joven dice nunca haber recibido. Más tarde sería denunciado por usurpación de título pidiéndose su separación del cargo ya que el convenio colectivo sectorial correspondiente al Sistema Nacional de Empleo Público (SINEP) para ocupar un cargo ejecutivo de categoría A, tal como el que ostentaba Robledo, se requiere como mínimo título universitario de grado correspondiente condiciones no acreditadas por Robledo. Más tarde a raíz de la causa conocida como aportes truchos de Cambiemos. Rosaura Ciprés quién militaba junto a Peter Robledo en la Juventud PRO, denunció que Robledo utilizó sus datos personales para realizar transferencias de altas sumas de dinero, acumulando una nueva denuncia por defraudación contra la administración pública.
Pedro Robledo finalmente sería imputado por defraudación en la administración pública, falsificación de documentos públicos y malversación de caudales públicos, días después la joven que lo denunció recibiría amenazas. También se criticó la utilización de la  subsecretaría como local partidario de Jóvenes Pro y el nombramiento masivo de militantes de la agrupación en la misma, entre ellos  Guido Esteban Remon Evers, que fue referente de la juventud PRO de Luján; Yanet González Servat, que trabajó en la municipalidad de Vicente López con Jorge Macri, primo del presidente; Alejandro Miranda, miembro de la Juventud PRO de Córdoba, y la utilización de dinero de la subsecretaría por parte de Robledo para costearse innumerables viajes privados a él y sus asistentes al interior del país. También se criticó a Robledo junto a otros dos funcionarios de la subsecretaría pertenecientes a Jóvenes PRO por hacer turismo en Nueva York medio de un viaje pagado con fondos públicos. En 2018, la exfuncionaria Karen Arrúa destapó un entramado de corrupción que derivo en el llamado escándalo de las mochilas con dinero del PRO y en una la causa judicial en la que se investigan los manejos irregulares de fondos del INJUVE, por los que su titular, Pedro “Piter” Robledo, se encuentra sospechado de los delitos de “defraudación contra la administración pública, falsificación de documentos públicos y malversación de caudales públicos”. Según las investigaciones era frecuente que se usaran las cuentas sueldos de empleados para depositar sumas de dinero que se usaría para pagarle a los proveedores de diferentes jornadas recreativas organizadas en varios distritos. Tras denunciar Arrúa recibiría varias amenazas de muerte.
En abril de 2018 asume la dirección Camila Crescimbeni al frente de la Juventud PRO, cargo que obtuvo tras la partida de Pedro Robledo, quién también enfrentaría problemas legales por coacción y amenazas agravadas cuando Crescimbeni en su rol como la titular de la Juventud PRO presionó a un usuario que la criticó en Twitter para que borre su mensaje denunciando "aprietes" por parte de la titular de Jóvenes PRO. Camila Crescimbeni se desempeñaba desde diciembre de 2015 bajo el ala del Ministerio de Desarrollo Social y como concejal de Almirante Brown y a su vez trabajaba con Carlos Regazzoni, titular del PAMI quien buscaba ser intendente de Almirante Brown. Tanto Crescimbeni como el titular de PAMI del macrismo, Carlos Regazzoni, serían denunciados por haber supuestamente contratado a 8 empleados y no pagarles. A mediados de 2019 Crescimbeni abandonaría el puesto para dedicarse a actividades proselitistas, asumiendo como director de Jóvenes PRO Paco Orell quién se vería envuelto en un escándalo durante las elecciones presidenciales de 2019 cuando fue demorado tras ser adulterar un telegrama de una mesa de votación en una escuela de Empalme Graneros, siendo demorado en la comisaria por intento de fraude electoral.

## Utilización de fondos públicos
En septiembre de 2018 una investigación periodística reveló la trama por la cual la juventud del PRO se sostenía y financiaba con fondos públicos a través de fundaciones, el sitio periodístico El Destape publicó  los mails de la Juventud del PRO que revelaban las maniobras para canalizar su financiamiento a través de una fundación propia en lugar de declararlos como dinero que ingresaba al partido, entre ellos correos electrónicos donde se revelaba como se financiaban con aportes no declarados de los ministerios de la Ciudad de Buenos Aires, en dichos desvíos de fondos estaban implicados Augusto Ardiles Díaz (asesor de Presidencia en el Banco Central conducido por Luis Caputo) y Juan Ignacio Gowland (hijo de Alberto Jorge Gowland Mitre, director del Diario La Nación y asesor del ex vicejefe de gabinete Andrés Ibarra), entre otros, organizaban cenas en nombre de la Fundación Generando Futuro donde era “fundamental la venta con los Ministros y los distintos entes públicos”. La organización de cenas ha sido replicada por el PRO a lo largo de todo el país con fines recaudatorios. A través de ello obtenían el financiamiento, sin comprobantes y sin declararlo como dinero que ingresa al partido con dinero proveniente de las arcas del Estado. 
En dichas maniobras implicaban a varios militantes de la juventud PRO, ex funcionarios nacionales, entre ellos a Peter Robledo cuya función a cargo era ser el director ejecutivo del Instituto Nacional de Juventud, que estuvo encargado de vender las entradas a la cena, las mesas y los bonos al ministerio de Salud, al ministerio de Desarrollo Social y a la vicejefatura de gobierno. Martín Medina, actual diputado nacional por Cambiemos, quién era el encargado de vender en el Ministerio de Hacienda. Gustavo Senetiner, presidente de la Juventud PRO a nivel nacional, ex candidato a intendente de la Capital de Mendoza y ex responsable de la delegación regional del Ministerio de Trabajo (a cargo de Jorge Triaca antes de ser unificado con el ministerio de Producción) fue el encargado de vender en el Ministerio de Ambiente y Espacio Público, en el Ministerio de Gobierno, y en el Ministerio de Desarrollo Económico, cercano a Marcos Peña.

## Críticas y controversias
La agrupación ha sido acusada de agredir a miembros de otras agrupaciones políticas.
También se ha criticado la contratación de diferentes jóvenes de la agrupación en puestos claves en la Ciudad y a partir de 2016 en la Nación pese a no tener experiencia previa ni estar capacitados. Fernando De Andreis fue presidente del Ente de Turismo manejando una caja de 100 millones por año, mientras que Fernández Langan otro militante cobraba $40 mil por mes como director de Autopistas Urbanas Sociedad Anónima (AUSA). Patricio di Stéfano, ligado a Rodríguez Larreta, maneja la subsecretaría de Desarrollo y Espacio Público. Agustín Garzón fue designado secretario letrado en el Consejo de la Magistratura.
sus militantes ocupan puestos jerárquicos en las distintas esferas del Estado y perciben por ello sueldos abultados y manejan, en muchos casos, voluminosos presupuestos millonarios del presupuesto de la Ciudad de Buenos Aires donde gobierna el PRO.
También ha sido criticada la agrupación por utilizar fondos públicos de la Ciudad de Buenos Aires para sus actividades privadas proselitistas, y utilizar fondos públicos de la secretaría de la Juventud de la Ciudad de Buenos Aires para hacer una remera con la leyenda "Macri es Revolución”, realizadas en la Dirección General de Políticas de Juventud de la Ciudad la cuál maneja el militante del PRO Nicolás Pechersky. Varios de sus dirigentes han sido acusados de desvió de dinero público de dependencias porteñas para financiar actividades proselitistas del PRO y contratar empleados fantasmas que no realizaban tarea alguna en la Ciudad.
También se ha denunciado el caso Paula Uhalde, perteneciente a la juventud del PRO, que maneja el área de "Construcción Ciudadana y Cambio Cultural" de la ciudad de Buenos Aires, donde obligaba a los trabajadores públicos a recorrer los barrios repartiendo panfletos con el rostro del jefe de Gobierno Mauricio Macri en horario laboral haciendo campaña por él. Paula Uhalde se encuentra actualmente investigada por la justicia a raíz de varios cargos de corrupción por adjudicar licitaciones por dos millones de pesos a una ex asesora suya.
El ex presidente de la Juventud PRO Maximiliano Sahonero fue señalado como uno de los responsables de la toma de tierras en Villa Lugano en 2014, Sahonero era el encargado de manejar las cooperativas en las villas allí existentes y quien fue presidente de la Juventud del PRO.
En 2016 fue detenida en Brasil Danna Báez, referente de la juventud misionera del PRO por narcotráfico cuando la policía brasileña descubrió con 5 kg de cocaína en unos bolsos que trasladaba.  La joven del PRO era además la representante de ese partido en el Parlamento de la Mujer en el Mercosur, semanas después de su detención se viralizo en las redes un video de la joven PRO consumiendo cocaína.
En el 2016, la agrupación manejaba una caja de 150 millones de pesos, si se sumaban los presupuestos públicos oficiales destinados a las políticas de juventud a nivel nacional, en la provincia de Buenos Aires gobernada por María Eugenia Vidal y en la Capital Federal. La mayoría de los jóvenes en ese momento eran secretarios o subsecretarios en distintas dependencias públicas. La subsecretaría de Juventud de la Nación fue conducida por Pedro “Piter” Robledo. Depende directamente del Ministerio de Desarrollo Social. El joven PRO, de apenas 24 años, llegó a manejar un presupuesto oficial de unos 100 millones de pesos para 2016.

## Presidentes
| N. º | Presidente         | Mandato                                  |
| ---- | ------------------ | ---------------------------------------- |
| 1    | Marcos Peña        | 2005 - 2010                              |
| 2    | Soledad Martínez   | 2010 - 2013                              |
| 3    | Gustavo Senetiner  | 2013 - 2016                              |
| 4    | Pedro Robledo      | 2016 - julio de 2018                     |
| 5    | Camila Crescimbeni | julio de 2018 - marzo de 2020            |
| 6    | Martín Tomás César | 25 de marzo de 2020 - 4 de abril de 2022 |
| 7    | Pedro Roulet       | 4 de abril de 2022 - actualidad          |